# Герб Далматовского района
Герб Далматовского района Курганской области Российской Федерации — опознавательно-правовой знак, составленный и употребляемый в соответствии с геральдическими (гербоведческими) правилами, и являющийся официальным символом района как муниципального образования на территории Курганской области, символизирующий его достоинство и административное значение, единство его территории и населения, историческую преемственность, а также права органов местного самоуправления района.
Герб утверждён решением Далматовской районной Думы от 08 июня 2004 года № 319 «О символах муниципального образования Далматовский район» и внесён в Государственный геральдический регистр Российской Федерации с присвоением регистрационного номера 1693.

## Описание
«В червленом поле с серебряной стеннозубчатой (мерлоновой) оконечностью — два золотых
пшеничных снопа, сопровождаемых вверху колоколом того же металла.
Щит увенчан золотой территориальной короной о трех остроконечных зубцах».
Корона, венчающая щит, является геральдической короной достоинства, приличествующей
району как муниципальному образованию.
Герб может воспроизводиться как с короной (полный герб), так и без неё (сокращенная
версия). Обе версии герба равноправны и имеют одинаковый статус..
Допускается воспроизведение символов района в виде цветных или черно-белых (монохромных), объемных или графических изображений, а также с применением условной геральдической штриховки (шафировки).
При черно-белом (монохромном) воспроизведении герба с применением условной
геральдической штриховки (шафировки):
1. площадь серебряной оконечности герба остается без штриховки (белой);
2. золото (золотистый, жёлтый цвет) передается точками, которыми покрывается вся площадь соответствующих фигур;
3. червлень (красный, алый цвет) заменяется штриховкой из вертикальных линий.

Воспроизведение герба района допускается в щитах разных форм и в различных стилизациях, а также на любом декоративном фоне — за исключением тех случаев, когда изображения, сопровождающие герб, воспроизводят или имитируют геральдические атрибуты статуса, не предусмотренные геральдическим описанием (блазоном) герба. Воспроизводимые изображения герба района (независимо от их размеров и техники исполнения), всегда должны в точности соответствовать его геральдическому описанию (блазону).
Описание опубликовано в районной газете «Далматовский вестник» № 79-80 от 03.07.2004 г.